# Zénon et Théophile
L'histoire de « Zénon et Théophile », ou « Ammon, Zénon, Ptolémée, Ingénès et Théophile » nous est connue par saint Denys, évêque d'Alexandrie, en Égypte. Lors des persécutions de l'empereur romain Dèce, un pauvre homme était jugé au tribunal d'Alexandrie sous le seul prétexte qu'il était chrétien. Il allait sans doute apostasier lorsque surgit un colosse, vétéran de la garde du gouverneur, qui s'approche de lui et l'encourage à ne pas renier sa foi. Il s'agit de Théophile, qui est là accompagné de quatre amis, Ingène, Zénon, Ammon et Ptolémée. Tous les cinq, d'une voix menaçante, indiquent au juge qu'ils sont chrétiens eux aussi,,.
Saint Denys ne dit rien sur la suite éventuelle de l'histoire. Théophile serait mort en 251, mais on ne sait pas s'il a été martyrisé ou non, si bien qu'à partir de ce moment, les récits hagiographiques divergent. Pour certain, le magistrat juge plus sage de se retirer, et Théophile ressort du tribunal en escortant l'inculpé. Et tous meurent « chrétiennement dans leur lit », pour d'autres les 5 chrétiens sont tous décapités sur le champ,.
Le nom  de (Θεόφιλος Theophilos) signifie en grec ancien « ami de Dieu ».
Leur mémoire est célébrée le 1er juin selon le martyrologe romain,, mais parfois aussi le 20 décembre.